# Maria Olszewska (reżyser dźwięku)
Maria Olszewska – reżyser dźwięku, absolwentka Wydziału Reżyserii Dźwięku Akademii Muzycznej w Warszawie.
Pracę rozpoczynała jako realizatorka nagrań studyjnych i koncertowych w państwowej wytwórni płytowej Polskie Nagrania „Muza”. Od 1991 roku była zatrudniona etatowo w Teatrze Polskiego Radia, gdzie oprócz realizacji akustycznej słuchowisk, zajmowała się również opracowaniem muzycznym audycji. Obecnie na emeryturze, mimo to pracuje stale przy realizacji powieści radiowej "W Jezioranach".

## Nagrody
- Warszawa, wrzesień 2003 – Złoty Mikrofon „za dźwiękowe wizje artystyczne słuchowisk zrealizowanych w Teatrze Polskiego Radia”[2]
- „Dwa Teatry” – Sopot 2003 – Grand Prix w kategorii słuchowisk Teatru Polskiego Radia – za realizację akustyczną słuchowiska Nagi sad na podstawie powieści Wiesława Myśliwskiego (reż. Waldemar Modestowicz; audycja Programu 2 Polskiego Radia)
- „Dwa Teatry” – Sopot 2005 – Grand Prix w kategorii słuchowisk Teatru Polskiego Radia – za realizację akustyczną słuchowiska Saksofon basowy (reż. Andrzej Piszczatowski, audycja Programu 2 Polskiego Radia)
- „Dwa Teatry” – Sopot 2007 – Nagroda w kategorii słuchowisk Teatru Polskiego Radia za realizację akustyczną słuchowiska Hiena cmentarna Roberta Louisa Stevensona (audycja Teatru Polskiego Radia)
- „Dwa Teatry” – Sopot 2008 – Grand Prix w kategorii słuchowisk Teatru Polskiego Radia – za realizację akustyczną słuchowiska Stare wiedźmy (reż. Andrzej Piszczatowski; audycja Programu 1 Polskiego Radia)